# الجبر والمقابله
الجبر والمقابله که اسم کاملش «كتاب المختصر في حساب الجبر والمقابلة» است کتابی است نوشته ریاضیدان ایرانی محمد بن موسی خوارزمی که در سال ۸۲۰ میلادی (قرن سوم هجری) در بغداد به رشته تحریر درآورده است.  وی در این کتاب نخستین بار جبر را به عنوان شاخه‌ای از ریاضیات مطرح کرد. این کتاب برای بار اول در سال ۱۱۴۵ میلادی توسط رابرت آفچستر به لاتین ترجمه شد و تا قرن شانزدهم میلادی به عنوان یکی از کتابهای اصلی رشته ریاضیات در دانشگاه‌های اروپایی مورد استفاده قرار می‌گرفت.  کلمه algebra در زبان انگلیسی به معنی جبر ریشه در نام این کتاب دارد. خوارزمی معادلات درجه دو را در این کتاب به روشهای جبری و هندسی حل می‌کند.
عنوان کتاب از دو عمل جبری گرفته شده است: «جبر» عملی است برای انتقال عبارت منفی از یک طرف معادله به طرف دیگر و تبدیل آن به عبارتی مثبت (جبران) و «مقابله» حذف عبارت های مشابه از دو طرف معادله است.

## معادلات درجه دو
کتاب الجبر و المقابله معادلات درجه دوم را به یکی از شش نوع اصلی تقسیم می‌کند و روش‌های جبری و هندسی را برای حل مسائل پایه پیشنهاد می‌دهد. کارل بویر تاریخ‌دان ریاضیات، در رابطه با عدم نمایش عبارات انتزاعی مدرن در این کتاب می‌گوید:
جبر خوارزمی کاملاً لفاظی است و هیچ‌یک از نمادهایی که در اثر یونانی آریتمتیکا یا در کارهای برهماگوپتا یافت می‌شود را ندارد. حتی اعداد با استفاده از کلمات به جای نمادها نشان داده شده‌اند.
بنابراین معادلات در این کتاب به صورت کلامی با عبارات «مربع» (که امروزه به آنها {\displaystyle x^{2}} می‌گوییم)، «ریشه» (که امروزه به آنها {\displaystyle x} می‌گوییم) و «اعداد» (که در این کتاب با کلمات نشان داده می‌شوند، مانند «چهل و دو») توصیف می‌شوند. این شش نوع معادله با نمادهای مدرن عبارتند از:

1. مربع با ریشه برابر است ({\displaystyle ax^{2}=bx})
2. مربع با عدد برابر است ({\displaystyle ax^{2}=c})
3. ریشه‌ها با عدد برابر است ({\displaystyle bx=c})
4. مجموع مربع و ریشه با عدد برابرند ({\displaystyle ax^{2}+bx=c})
5. مجموع مربع و عدد با ریشه برابر است ({\displaystyle ax^{2}+c=bx})
6. مربع با مجموع ریشه و عدد برابر است ({\displaystyle ax^{2}=bx+c})

ریاضیدانان اسلامی، بر خلاف هندوها، با عدد منفی به‌طور کلی کار نمی‌کردند؛ از این رو معادله ای مانند {\displaystyle bx+c=0} در این طبقه‌بندی دیده نمی‌شود، زیرا اگر تمام ضرایب مثبت باشد، معادله هیچ راه حل مثبتی ندارد. به‌طور مشابه، معادلات ۴، ۵ و ۶ که به لحاظ ظاهری در ریاضیات امروزی یکسان هستند در جبر خوارزمی متمایز بودند، زیرا همه ضرایب باید مثبت باشند.